# Petr Vampola
Petr Vampola (ur. 21 stycznia 1982 w Zdziar nad Sazawą) – czeski hokeista, reprezentant Czech.

## Kariera
- HC Vsetín U20 (1999-2002)
- HC Vsetín (2000-2003)
  -  HC Sumperk (2011)
- Bílí tygři Liberec (2003-2006)
  -  HC Czeskie Budziejowice (2005)
- HC Pilzno 1929 (2006-2009)
- Saławat Jułajew Ufa (2009)
- HC Pilzno 1929 (2009-2010)
- Traktor Czelabińsk (2010-2011)
- Awangard Omsk (2011)
- Timrå IK (2011)
- Servette Genewa (2011-2012)
- Växjö Lakers (2012-2013)
- HC Škoda Pilzno (2013)
- Bílí tygři Liberec (2013)
- BK Mladá Boleslav (2016-2017)
- HC Czeskie Budziejowice (2017-2018)
- HC Kladno (2018-2019)
- Slavia Praga (2019-2020)
  -  HC Pilzno 1929 (2021-)

Wychowanek klubu HC Zdar nad Sazavou. Od końca stycznia 2013 roku po raz trzeci w karierze zawodnik HC Škoda Pilzno. W klubie zajął miejsce Milana Gulaša. Odszedł z klubu tuż przed siódmym meczem w fanel ekstraligi czeskiej 2012/2013 (drużyna z Pilzna wygrała go w dogrywce). Od czerwca 2013 zawodnik Bílí tygři Liberec, związany trzyletnim kontraktem. Od maja 2016 do lipca 2017 zawodnik BK Mladá Boleslav. Od października 2017 ponownie zawodnik HC Czeskie Budziejowice. W czerwcu 2018 przeszedł do HC Kladno. W sierpniu 2019 przeszedł do Slavii Praga. We wrześniu 2020 przedłużył tam kontrakt o rok, a na początku stycznia 2021 ogłoszono jego wypożyczenie do Pilzna.
Uczestniczył w turniejach mistrzostw świata w 2010, 2011.

## Sukcesy
Reprezentacyjne
- Złoty medal mistrzostw świata: 2010
- Brązowy medal mistrzostw świata: 2011

Klubowe
- Złoty medal mistrzostw Czech: 2001 z HC Vsetín, 2013 z HC Škoda Pilzno, 2016 z Bílí tygři Liberec
- Mistrzostwo 1. ligi: 2005 z HC Czeskie Budziejowice

Indywidualne
- Zlatá helma Sencor - Najbardziej Wartościowy Zawodnik (MVP) ekstraligi czeskiej w sezonie 2005/2006